# 藤井幸男
藤井 幸男（ふじい ゆきお、1921年4月7日 - 2008年3月8日）は、株式会社ドンク社長・会長。

## 経歴
1921年4月7日、藤井パンの2代目社長・藤井全蔵の長男として兵庫県神戸市に生まれた。25歳だった1947年には父親から事業を継承し、店舗を三宮町柳筋（現・三宮センター街4丁目商店街）に移転させた。1949年には帝国ホテルの元製菓主任だった井上松蔵を製菓部門の職長に招聘。1951年には株式会社ドンクを設立して藤井パンから商号を改め、ドンクの社長に就任した。商号については義兄が発案した「ドン・キホーテ」が元となっている。同年には三宮センター街のトアロード角に現在の三宮本店を開店させている。
1954年にはフランス国立製粉学校のレイモン・カルヴェル教授が日本を訪れ、日本に本場のバゲット、クロワッサン、ブリオッシュの製造技術がもたらされた。1965年の東京国際見本市ではドンクがフランスパンの製造を担当、この際にはフランス人パン職人のフィリップ・ビゴを講師として招聘した。見本市後にはビゴがドンクに入社し、日本初となる本格的なフランスパンの製造を開始した。1966年に東京・青山に青山店を開店させると、細長い紙袋を抱えて歩くことがファッションのひとつとなるほどのフランスパンのブームを作った。1970年の大阪万国博覧会でもフランスパンの製造を手掛け、バゲットの存在を日本に定着させた。ビゴ以外にも多くのフランス人パン/菓子職人を日本に招聘しており、日本のフランスパン/洋菓子製造技術の発展に貢献している。
1969年には日仏商事株式会社を設立して代表取締役に就任。ヨーロッパの食材や、製菓・製パン機器の輸入を手掛ける商社である。1997年にはドンクの会長となった。2002年には日仏商事株式会社の代表取締役を退任。2004年にはドンクの名誉会長となった。2008年3月8日、86歳で死去した。

## 役職
- 兵庫県洋菓子協会会長
- 社団法人日本洋菓子協会連合会理事
- 協同組合全日本洋菓子工業会常任理事
- 兵庫県パン商工組合理事
- 全日本洋菓子厚生年金基金理事
- 東京都洋菓子健康保険組合理事
- 日本フランスパン友の会会長

出典 : 藤井幸男について 一般財団法人 藤井幸雄記念・教育振興会

## 受賞・受章
- 1970年 フランス全国穀物農業共同組合 シュヴァリエ・セルヴァン
- 1971年 フランス国醸造協会 シュヴァリエ・ドゥ・タス・ド・ヴァン
- 1983年 フランス国家功労勲章 シュヴァリエ
- 1993年 兵庫県功労者賞
- 2000年 兵庫県知事賞
- 2003年 食生活文化賞
- 2006年 黄綬褒章

出典 : 藤井幸男について 一般財団法人 藤井幸雄記念・教育振興会